# نورمان بورتينشو
نورمان بورتينشو (بالإنجليزية: Norman Burtenshaw)‏ (و. 1926  م) هو حكم كرة قدم إنجليزي.